# Veerhuis

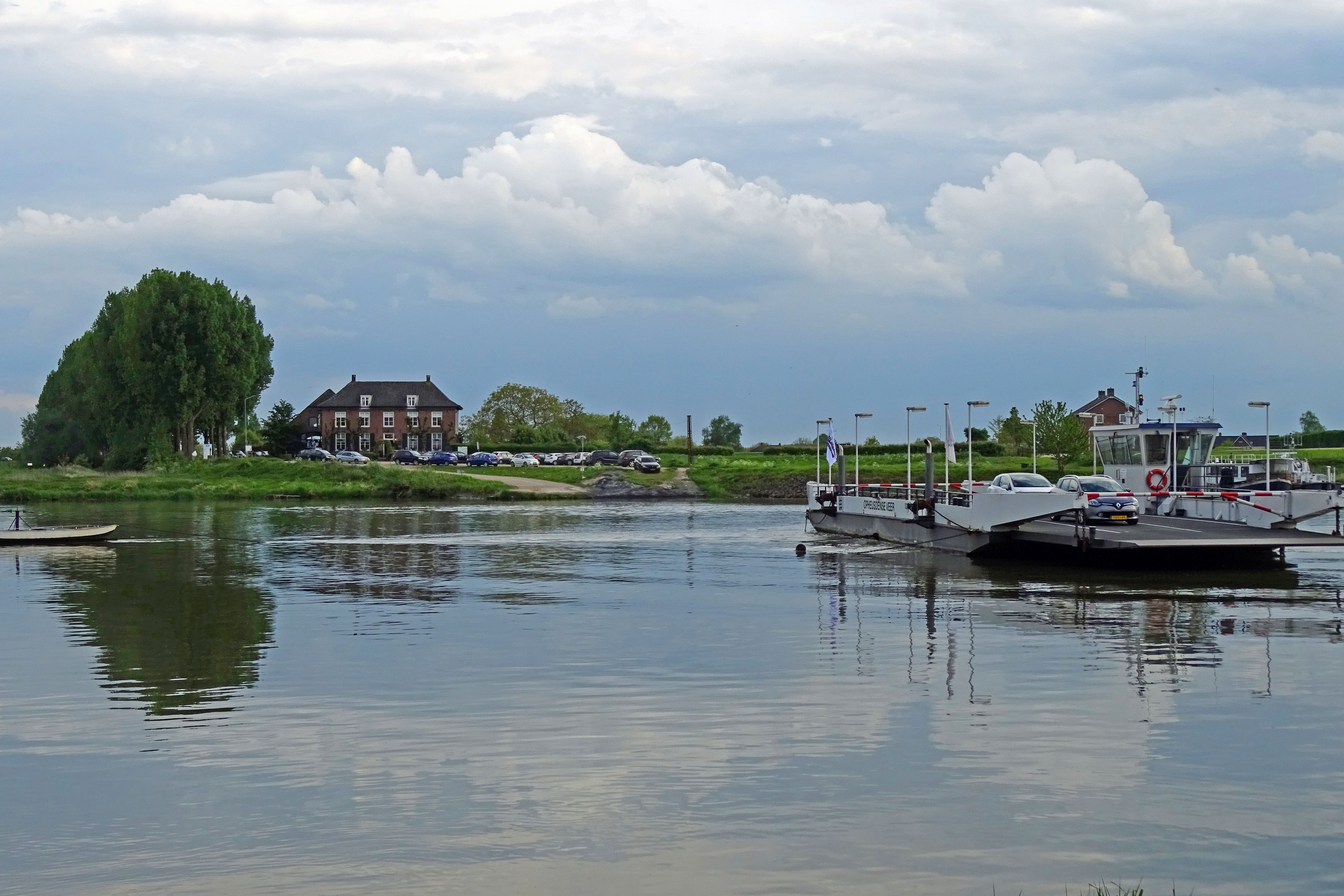
Het veer tussen Opheusden en de Blauwe Kamer; aan de overzijde het veerhuis.

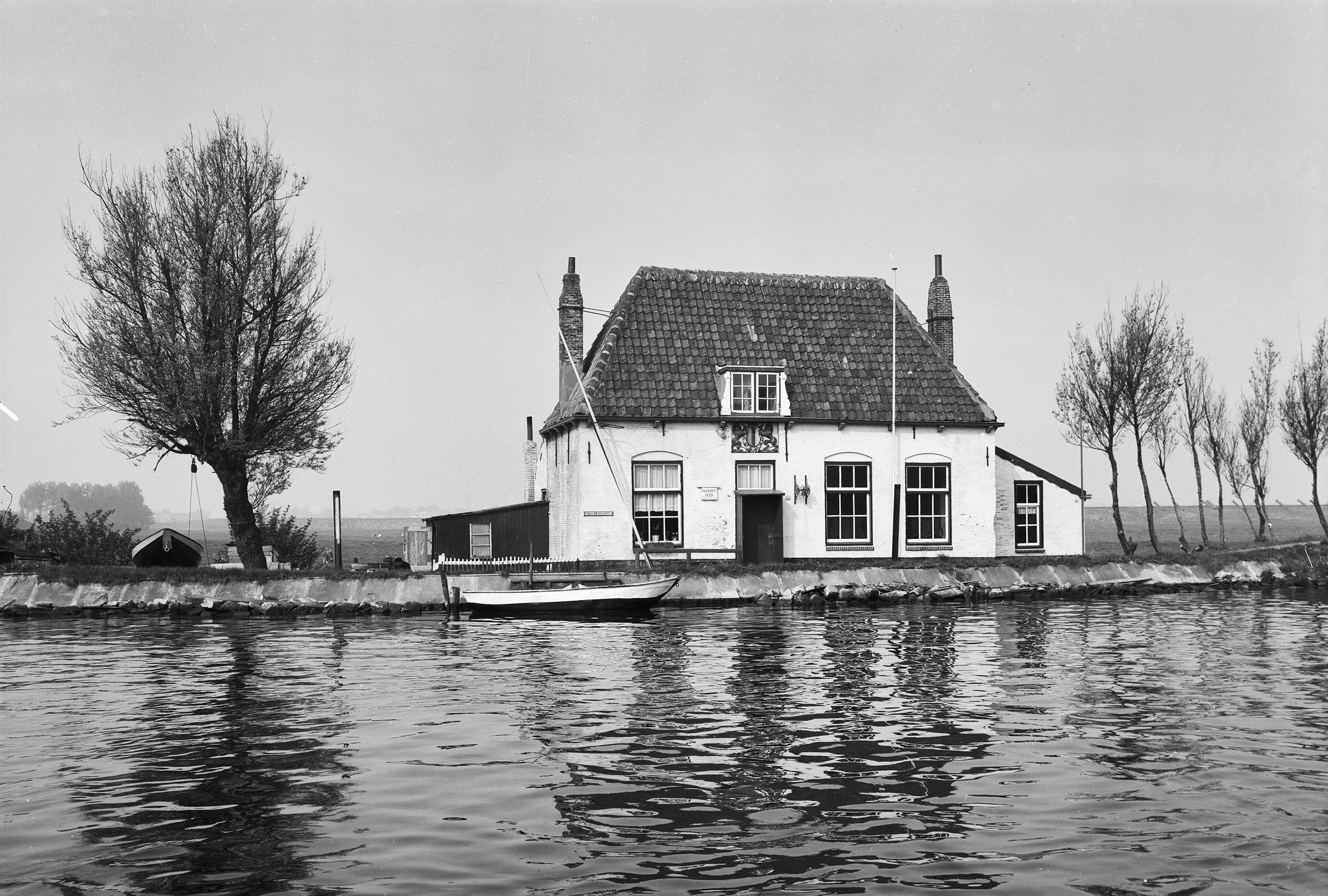
veerhuis annex tolhuis Overschie (gebouwd in 1767)

Een veerhuis is oorspronkelijk een café waar kan worden gewacht tot men kan worden overgezet met een veerboot. Ook had het gebouw de functie van woonhuis van de veerman. Een enkele keer had het huis ook de functie van tolhuis.
Vanwege de horeca-functie zijn er nog veel restaurants, cafés, zalencentra en andere gebouwen die aan het water gelegen zijn, die namen hebben als Het Veerhuis of 't Veerhuis.